# Thomas Inskip
Thomas Walker Hobart Inskip, 1. wicehrabia Caldecote (ur. 5 marca 1876 w Bristolu, zm. 11 października 1947 w Greystones w hrabstwie Surrey) –  brytyjski arystokrata, prawnik i polityk, członek Partii Konserwatywnej, minister w rządach Andrew Bonar Lawa, Stanleya Baldwina, Ramsaya MacDonalda, Neville’a Chamberlaina i Winstona Churchilla. Komandor Orderu Imperium Brytyjskiego (CBE).

## Życiorys
Był synem Jamesa Inskipa i Constance Hampden, córki Johna Hampdena. Wykształcenie odebrał w Clifton College w Bristolu, oraz King’s College na Uniwersytecie Cambridge. W 1899 r. rozpoczął praktykę adwokacką w Inner Temple. W 1914 r. został Radcą Króla. Od 1915 r. pracował w Wydziale Wywiadowczym Admiralicji, a w latach 1918–1919 stał na czele departamentu prawnego Admiralicji. W latach 1920–1922 był kanclerzem diecezji Truro.
W 1918 r. został wybrany do Izby Gmin jako reprezentant okręgu Bristol Central. W latach 1922–1928, z krótką przerwą w 1924 r., był Radcą Generalnym. W 1928 r. został prokuratorem generalnym i utrzymał się na tym stanowisku do wyborczej porażki konserwatystów w 1929 r. W tamtych wyborach Inskip poniósł porażkę i do parlamentu wrócił dopiero w 1931 r. po wyborach uzupełniających w okręgu Fareham. W 1932 r. powrócił na stanowisko prokuratora generalnego. W 1935 r. był oskarżycielem lorda de Clifford w ostatnim sądzie parów w historii Wielkiej Brytanii.
Członkiem gabinetu został w 1936 r., kiedy to otrzymał tekę ministra koordynacji obrony. Pozostał na tym stanowisku do pierwszych miesięcy 1939 r. Następnie otrzymał stanowisko ministra ds. dominiów. Jeszcze w tym samym roku otrzymał tytuł parowski 1. wicehrabiego Caldecote i zasiadł w Izbie Lordów. Otrzymał również stanowisko lorda kanclerza. W maju 1940 r., kiedy premierem został Churchill, Caldecote powrócił na stanowisko ministra ds. dominiów. Został także przewodniczącym Izby Lordów.
Caldecote pozostał w rządzie do października 1940 r. Przez kolejnych 6 lat był Lordem Najwyższym Sędzią Anglii i Walii. W 1943 r. został również skarbnikiem Inner Temple oraz Wysokim Stewardem Kingston-upon-Thames. Był honorowym doktorem praw Uniwersytetu w Bristolu. Zmarł w 1947 r. Tytuł wicehrabiego odziedziczył jego jedyny syn.

## Życie prywatne
30 lipca 1914 r. poślubił lady Augustę Boyle (1876–1967), córkę Davida Boyle’a, 7. hrabiego Glasgow, i Dorothei Hunter-Blair, córki sir Edwarda Huntera-Blaira, 4. baroneta. Thomas i Augusta mieli razem jednego syna:
- Robin (Richard Andrew) (1917–1999), 2. wicehrabia Caldecote